# WASP-53
WASP-53 — одиночная звезда в созвездии Кита. Находится на расстоянии приблизительно 766 световых лет (около 235 парсек) от Солнца. Вокруг звезды обращается, как минимум, одна планета.

## Характеристики
WASP-53 — оранжевый карлик спектральный класс — K3V. Видимая звёздная величина звезды — +12,19m. Масса — около 0,84 солнечной, радиус — около 0,8 солнечного. Эффективная температура — около 4953 K, металличность звезды оценивается в 0,22.

## Планетная система
В 2011 году у звезды обнаружена планета WASP-53 b. В 2016 году в системе обнаружен коричневый карлик WASP-53 c.